# Administration de fonds
L’administration de fonds, essentiellement les Sociétés d'investissement à capital variable (SICAV) et les Fonds communs de placement (FCP), dans sa terminologie française regroupe en fait trois fonctions principales :
- la valorisation des actifs qui sont détenus par ces différentes structures et leur comptabilisation, selon un plan comptable spécifique,

- la vie sociale de ces structures qui sont soit des sociétés (SICAV), soit des copropriétés (FCP). La vie sociale cela veut dire tout ce qui entoure la création, la vie et la disparition de ces structures en relation avec les différentes autorités notamment l’AMF, l’Autorité des Marchés Financiers.

- la troisième activité principale est une activité de reporting commercial de manière à donner une restitution aux différents porteurs ou actionnaires de ces structures sur le comportement du produit dans la période en cours qu’elle soit mensuelle, semestrielle, annuelle, etc …

L'administrateur de fonds agit par délégation de la société de gestion qui garde la responsabilité des fonctions déléguées.
En France, cette activité n'est pas réglementée.